# でーじミーツガール
『でーじミーツガール』は、ライデンフィルム制作による日本のテレビアニメ作品。2021年10月2日から12月18日まで毎日放送・TBS系列『スーパーアニメイズム』枠"おしり"ほかにて、各回90秒のショートアニメとして放送された。
放送に先駆け、2021年8月25日にカナダのモントリオールで開催された第25回ファンタジア国際映画祭のクロージング作品のインターナショナルプレミア直前にて、本作の映画祭限定の特別ティザー映像が上映された。また、放送終了翌週には本編完全版を含めた特番『30分まるごとでーじミーツガールSP!』が『スーパーアニメイズム』枠ほかで放送された。
2022年3月25日に全13話を収録したBlu-rayが発売。

## あらすじ
沖縄の高校1年生である比嘉舞星は、実家である「ホテルひが」でフロント係としてアルバイトをしつつ怠けた夏休みを過ごしていた。ある日、「すずきいちろう」と名乗る宿泊客が東京からやってくる。すずきが沖縄に来てから、ホテルの中ではおかしな現象が起き始め、部屋では魚達が泳ぎ回ったり、天井を突き破る巨大なガジュマルの木が出現したりするようになる。

## 登場人物
比嘉 舞星（ひが まいせ）
声 - 安野希世乃
本作の主人公。沖縄県に住む高校1年生。16歳。元々はハンドボール部に入っていたが、怪我をしたため断念した。
夏休み期間中、父に頼まれ実家「ホテルひが」のフロント係としてアルバイトをしている。性格は明るく、誰にでも物怖じをしないところが見られる。
すずき いちろう（？）
声 - 小林竜之
「ホテルひが」に宿泊している東京からの観光客の青年。端正な顔立ちではあるが、普段からぶっきらぼうであり笑うことがない。
比嘉 海星（ひが かいせい）
声 - 三宅健太
舞星の父で、ホテルひがの経営者。おおらかな性格。
比嘉 テル子（ひが テルこ）
声 - 谷育子
舞星の祖母。霊能者「ユタ」として活動している。

## スタッフ
- 原作 - 波之上青年団[10]
- 監督・キャラクターデザイン・全話絵コンテ - 田澤潮[10]
- 助監督 - 宮城有輝
- キャラクター原案・シリーズ構成・全話脚本 - 丸紅茜[10]
- プロップデザイン - 奥野倫史、赤津佳織[10]
- 美術監督 - 宮本実生[10]
- 色彩設計 - 辻田邦夫[10]
- 3Dディレクター - 山崎嘉雅[10]
- 撮影監督 - 山本弥芳[10]
- 編集 - 山田聖実[10]
- 沖縄方言指導 - 儀武ゆう子[10]
- 音響監督 - 納谷僚介[10]
- 音楽 - 中村博[10]
- プロデューサー - 松村一人、亀井博司、渡瀬昌太、川野和貴
- アニメーションプロデューサー - 稲垣敬文
- アニメーション制作 - ライデンフィルム[10]
- 製作 - でーじミーツガール製作委員会[10]

## 主題歌
「お伽話のような奇跡」
久保あおいによるテーマソング。作詞・作曲・編曲は詠人不知。エンディングは配信版および完全版でのみ使用。

## 各話リスト
| 話数   | サブタイトル             | 演出                  | 作画監督                           | 初放送日       |
| ------ | ------------------------ | --------------------- | ---------------------------------- | -------------- |
| 第1話  | これって沖縄じゃ普通？   | 田澤潮                | - 奥野倫史 - 田澤潮                | 2021年 10月2日 |
| 第2話  | 夢じゃ…ない…             | 田澤潮                | - 奥野倫史 - 田澤潮                | 10月9日        |
| 第3話  | またあんたのせい？       | 木戸一                | - 奥野倫史 - 田澤潮                | 10月16日       |
| 第4話  | しかしすげーな沖縄       | 木戸一                | - 奥野倫史 - 田澤潮                | 10月23日       |
| 第5話  | しにフラー               | 田澤潮                | 田澤潮                             | 10月30日       |
| 第6話  | そのままでよかったのに   | 田澤潮                | 田澤潮                             | 11月6日        |
| 第7話  | あの子はちょっと難儀だね | 横手颯太              | 内藤伊之介                         | 11月13日       |
| 第8話  | 夏休みはもう終わり       | 横手颯太              | -                                  | 11月20日       |
| 第9話  | 今日は忙しくなるさー     | 村上貴之              | 梅田香                             | 11月27日       |
| 第10話 | 朝までかくれんぼしよう   | - 宮城有輝 - 日野優希 | - 宮城有輝 - 日野優希 - 大場伊万里 | 12月4日        |
| 第11話 | あんた、でーじすごい     | 田澤潮 赤津佳織       | 田澤潮 赤津佳織                    | 12月11日       |
| 第12話 | でーじミーツガール       | 田澤潮                | 田澤潮                             | 12月18日       |

## 放送局
| 放送期間                 | 放送時間                | 放送局                                           | 対象地域・備考                                                                     |
| ------------------------ | ----------------------- | ------------------------------------------------ | ---------------------------------------------------------------------------------- |
| 2021年10月2日 - 12月18日 | 土曜 1:50頃（金曜深夜） | 毎日放送（製作参加）をはじめとする TBS系列全28局 | 秋田県・福井県・徳島県・佐賀県を除く 字幕放送 / 『スーパーアニメイズム』枠"おしり" |
| 2021年10月7日 - 12月23日 | 木曜 22:00 - 22:05      | AT-X                                             | 製作参加 / CS放送 / リピート放送あり                                               |

| 放送日         | 放送時間                     | 放送局                                           | 対象地域・備考                                                                              |
| -------------- | ---------------------------- | ------------------------------------------------ | ------------------------------------------------------------------------------------------- |
| 2021年12月25日 | 土曜 2:05 - 2:35（金曜深夜） | 毎日放送（製作参加）をはじめとする TBS系列全28局 | 秋田県・福井県・徳島県・佐賀県を除く 字幕放送 / 連動データ放送 / 『スーパーアニメイズム』枠 |
| 2021年12月26日 | 日曜 23:00 - 23:30           | BS朝日                                           | BS放送 / 『アニメA』枠                                                                      |
| 2022年1月6日   | 木曜 22:30 - 23:00           | AT-X                                             | 製作参加 / CS放送 / リピート放送あり                                                        |

インターネットでは、アニメタイムズ（Amazon Prime Video）、AnimeFesta、dアニメストア、dTV、ひかりTV、Hulu、GYAO!ストア、クランクイン！ビデオ、DMM.com、HAPPY!動画、ビデオマーケット、music.jp、Rakuten TV、GYAO!、MBS動画イズム、TVerにて配信。

## 漫画
丸紅茜自ら手かげるコミカライズ作品であり、2021年10月9日より各電子書店にて配信される。『COMIC ポラリス』（フレックスコミックス）では、配信に先駆けて2021年9月30日よりプロローグが無料公開された。2022年5月13日には単行本が発売された（ISBN 978-4-86675-201-3）。